# Gunnar Häggblom
Gunnar Bertel Häggblom, född 31 maj 1917 i Saltvik, död där 18 april 2010, var en finländsk politiker och polis.
Häggblom var överkonstapel i Sunds länsmansdistrikt 1938–1975, men blev främst känd för sin gärning inom Ålands politik. Han var ledamot av Ålands landsting 1955–1979, satt i landskapsstyrelsen 1968–1976 och var i 45 år ledamot av kommunfullmäktige i hemkommunen Saltvik. Han valdes till elektor vid presidentvalet 1978 och representerade Åland i riksdagen 1976–1983.
Gunnar Häggblom var far till juristen och politikern Bert Häggblom (född 1957).